# Anczutka

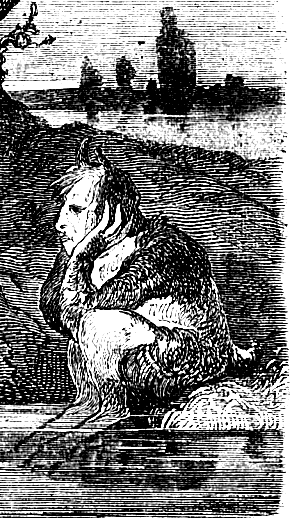
Fragment ilustracji do baśni Погосский, Александр Фомич Anczutka Bezpięty (1871). Przedstawia uratowanego z bagna Anczutkę

Anczutka – zły duch w wierzeniach wschodnich Słowian, jedno z określeń biesa lub nazwa własna ducha, której lepiej było nie używać ze względu na jego rychłe przybycie do wołającego. Przeważnie anczutka występował w podaniach ludowych jako bies związany ze środowiskiem błotnym, miał kacze łapy i potrafił latać. Istnieją dwie teorie na temat pochodzenia nazwy anczutki: bałtycka i słowiańska. W dialektach centralnej części współczesnej Rosji europejskiej poświadczono wiele frazeologizmów, z których najczęstszym jest „anczutka bezpięty”.

## Termin „anczutka”
W słownikach i publikacjach z dziedziny etnografii termin „anczutka” w dialektach języka rosyjskiego oznacza:
1. Czart, diabeł, bies, antychryst wraz z sememami chochlik, skrzat (duszek), leszy,
2. Flejtuch, brudas,
3. Biedny, nieszczęśliwy człowiek,
4. Figlarz, psotnik,
5. Przekleństwo lub wulgarny przerywnik w mowie[1].

Określenia czart, bies itd. wskazują na to, że anczutce przypisywano w folklorze te same właściwości, co innym przedstawicielom siły nieczystej. Znaczenia odnoszące się do osoby (typu flejtuch, psotnik) natomiast określają stosunek do człowieka, który do którego się zwraca per anczutka. Zazwyczaj jest to stosunek negatywny, familiarny lub ubliżający. Wyraz „anczutka” może być używany jako nazwa własna, w znaczeniach, które określają człowieka i stosunek do niego oraz w liczbie mnogiej jako grupa albo rodzaj złych duchów (np. anczutki się wożą). W języku białoruskim powyższych pięciu znaczeń określenia anczutka (lub anciotka) używano w odniesienia do upartego, krnąbrnego dziecka.

## Etymologia
W literaturze naukowej istnieje kilka poglądów na temat pochodzenia słowa „anczutka”, które łączono etymologicznie z antin (jeleń) w języku mansyjskim i szarvas w węgierskim, antus (czart, bies lub flejtuch) w języku komi, a nawet jako pochodne od słowa „antychryst”.
Według Władimira Toporowa wyraz „anczutka” zakorzenił się mocno we wschodniosłowiańskich dialektach. Jest spokrewniony ze słowami anczibał, ancziboł czy ancybał oraz nowszymi chronologicznie ancybołot, ancybołotnik. Przyrostki -bołot, -bołotnik oznaczają błoto, bagno, jednak w starszych wyrazach ich odpowiedniki -boł i -bał mogły wskazywać na czarta i diabła. Stąd ich pokrewieństwo z pruskimi Balowe, Balyngen i litewskim bala. Także taka interpretacja w pełni odpowiada litewskiemu wyrazowi ánčiabalis – kacze bagno oraz łotewskiemu bàlažin – czort wie, idź do diabła, dosł. spadaj do błota. Termin „anczutka” w drodze ewolucji może być deminutywną formą wyrazu „anczibał” na zasadzie kontrakcji, które ma powiązania z litewską ančiū́tė (mała kaczka). Sufiks -utka może też wskazywać na słowotwórcze możliwości sufiksów -ūt i -uk w języku litewskim albo stanowić tautologię w słowie, tj. kaczka–kaczka.
Z bałtycką teorią pochodzenia anczutki polemizuje Rolandas Kregždys, wskazując na to, że deminutywna funkcja sufiksu -utka, po pierwsze, nie zawsze ma pokrycie w przykładach z języka rosyjskiego, np. aniutka (mała rybka) nie ma konotacji pejoratywnych. Po drugie przyrostek ten nie zawsze wskazuje na mały rozmiar istoty (np. kozutka – koza). Pod kątem analizy morfologicznej ewolucja etymologiczna wyrazu „anczutka” zaczyna się od bazowego wyrazu anczut (czart), którego pochodzenie wywodzi się podobnie, jak inne słowa kategorii sił nadprzyrodzonych: buka – potwór, którym straszono dzieci, także niedźwiedź, bukań – człowiek podobny do buki, bukanka – domowik, także niechlujna kobieta. Biorąc pod uwagę tabu w języku rosyjskim, wyrazy tej grupy kształtują wypowiedzi w podobny sposób, np.: nie przeklinaj na noc, bo się przyśni anczutka – mówienie słowa czort jest grzechem.
Możliwe też jest inne wyjaśnienie pochodzenie wyrazu „anczutka” za pomocą fenomenu tabu, który wpłynął na przestawienie liter w słowie. Podobne zjawisko występuje w szeregu słów w procesie rekonstrukcji ich pochodzenia, np. udaganka–ugadanka (wiedźma). Ponadto w dialektach języka rosyjskiego w rzeczownikach obserwuje się przedrostek na-, np. nasnowa–osnowa (fundament). Po zastosowaniu tych dwóch obserwacji do anczutki Kregždys zakłada, że pierwotna forma wyrazu miała postać naczudka, tj. prefiks na-, rdzeń czud- (pochodna czut-) oraz sufiks -ka. Przyrostek pełni tu nie tylko funkcję derywatywną (tj. tworzy zdrobnienie lub pejoratyw), ale też substantywizacyjną (tj. dzięki niemu nazywa się, określa się istotę mitologiczną).

## Wygląd
W folklorze słowiańskim opis kończyn dolnych sił nadprzyrodzonych ma szczególne znaczenie. Nogi i stopy są w stałym kontakcie z ziemią, takie istoty więc zaliczane są do świata chtonicznego. Brak nogi, posiadanie trzech nóg lub nóg zoomorficznych, brak palców – tak w mitologiach opisywano diabłów, szatanów, czartów. Przypisywano im także różne ułomności fizyczne, toteż w podaniach ludowych akcent na brak pięt lub palców u anczutki oznaczał, że z tego powodu też utykał. Posiadając cechy zoomorficzne (łapy gęsi), anczutka prawdopodobnie potrafił latać i – zgodnie z wyobrażeniem w folklorze sił nieczystych – posiadał skrzydła na wzór innych biesów.
W ludowych podaniach symbirskich anczutki straszyły w łaźniach. Wyobrażano je jako stękające włochate diabliki z łysymi głowami, które potrafią opętać myjących się ludzi. Przezywane były kikimorami, a adaptacji tych bajek autorstwa Aleksieja Riemizowa z początku XX wieku – anczutkami łaziebnymi (bannyje anczutki) i dziećmi bannika (mimo że w mitologiach bannik nie posiadał potomstwa). Ponadto w wierzeniach anczutka jako polny zły duch – nazywany w zależności od upraw rolnych konopielnikiem, owsiannikiem itd. – mógł przybierać postać mężczyzn lub kobiet o małym wzroście .
Anczutka najczęściej jest rodzaju męskiego. Według Toporowa sufiks -utka, -utik, -uszka wskazują na jego mały wzrost. W dialektach smoleńskich występuje zarówno w rodzaju męskim, jak i żeńskim.

## Anczutka jako wodnik
Według Toporowa badania nad kontekstem – na bazie materiałów językowych zebranych w obwodzie tereckim – pozwalają zdefiniować klasę anczutek jako sił nadprzyrodzonych powiązanych z wodą, które jednocześnie potrafią latać. Anczutka jest etymologicznie pochodzi od wyrazów, w których występują sufiksy -bał, -bił, -buł, np. ros. ancybał czy ukr. ancyboł. W słownikach te słowa są objaśniane jako wodne i błotne siły nieczyste lub diabeł i szatan. Powiązanie anczutki z wodą najbardziej widoczna jest w gwarach peryferyjnych, gdzie stworzenie nazywane wodnikiem (wodianoj) straszyło dzieci. Z innych wodnych atrybutów anczutki występują: biespiatyj (bezpięty), biespałyj (bez palców) oraz rogowoj (r.ż. rogowaja) i rogastyj (rogaty). Związek tych epitetów z kaczką (także z gęsią), która kojarzy się ze środowiskiem wodnym, mają z jednej strony potwierdzenie w zebranych materiałach językowych: określenia „bezpięty” i „bezpalcy” odnoszą się do charakterystycznego chodu kaczego lub odgryzienia pięt i palców przez naszczute na biesa psy, rogatość – do dziobu (np. w zagadkach), z drugiej zaś wszystkie te atrybuty są charakterystyczne dla opisu czorta w folklorze rosyjskim: wodne środowisko zamieszkania, kacze lub gęsie łapy, pióra, umiejętność latania.

## Zasięg geograficzny
Wyraz „anczutka” został poświadczony w drodze badań nad dialektami języka rosyjskiego – głównie w zachodniej i północno-zachodniej części współczesnej Rosji (tj. w centralnej europejskiej części dawnego Imperium Rosyjskiego). Granice jego występowania zakreślają linie współczesnych miast:
- od północy Psków–Twer–Uljanowsk,
- od wschodu Uljanowsk–Orenburg–Saratów. Najdalej wysuniętym na wschód miastem, gdzie odnotowano występowanie „anczutki”, jest Tobolsk,
- od południa Orenburg–Saratów–Woroneż, ale „anczutkę” poświadczono też w gruzińskim Tbilisi,
- od zachodu Psków–Smoleńsk–Orioł, dochodząc do wschodnich rubieży Ukrainy na linii Czernihów–Połtawa[21].

| Występowanie wyrazu „anczutka” i pokrewnych etymologicznie wyrazów w poszczególnych regionach | Występowanie wyrazu „anczutka” i pokrewnych etymologicznie wyrazów w poszczególnych regionach | Występowanie wyrazu „anczutka” i pokrewnych etymologicznie wyrazów w poszczególnych regionach  | Występowanie wyrazu „anczutka” i pokrewnych etymologicznie wyrazów w poszczególnych regionach |
| Główne miasto okręgu                                                                          | ros. anczutka, anczut, anczijud, anczutik, anczuszka                                          | ros. anczibał, anczibił, ancybał, ancybuł, ancybałka, anczibolit, ukr. ancybołot, ancybołotnik | ukr. antypko, antypka, antypcjo, antypkowyj                                                   |
| --------------------------------------------------------------------------------------------- | --------------------------------------------------------------------------------------------- | ---------------------------------------------------------------------------------------------- | --------------------------------------------------------------------------------------------- |
| Charków                                                                                       | +                                                                                             |                                                                                                |                                                                                               |
| Kaługa                                                                                        | +                                                                                             |                                                                                                |                                                                                               |
| Kijów                                                                                         |                                                                                               | +                                                                                              | +                                                                                             |
| Kursk                                                                                         | +                                                                                             | +                                                                                              |                                                                                               |
| Moskwa                                                                                        |                                                                                               | +                                                                                              |                                                                                               |
| Orenburg                                                                                      | +                                                                                             |                                                                                                |                                                                                               |
| Orzeł                                                                                         | +                                                                                             | +                                                                                              |                                                                                               |
| Pienza                                                                                        | +                                                                                             |                                                                                                |                                                                                               |
| Psków                                                                                         | +                                                                                             | +                                                                                              |                                                                                               |
| Riazań                                                                                        | +                                                                                             |                                                                                                |                                                                                               |
| Saratów                                                                                       | +                                                                                             |                                                                                                |                                                                                               |
| Smoleńsk                                                                                      | +                                                                                             |                                                                                                |                                                                                               |
| Sumy                                                                                          |                                                                                               | +                                                                                              |                                                                                               |
| Tbilisi                                                                                       | +                                                                                             |                                                                                                |                                                                                               |
| Tambow                                                                                        | +                                                                                             |                                                                                                |                                                                                               |
| Tobolsk                                                                                       | +                                                                                             |                                                                                                |                                                                                               |
| Tuła                                                                                          | +                                                                                             | +                                                                                              |                                                                                               |
| Twer                                                                                          | +                                                                                             |                                                                                                |                                                                                               |
| Uljanowsk                                                                                     | +                                                                                             |                                                                                                |                                                                                               |
| Włodzimierz                                                                                   | +                                                                                             |                                                                                                |                                                                                               |
| Woroneż                                                                                       | +                                                                                             | +                                                                                              |                                                                                               |

Oboczność anczutki antypka figuruje w ludowych podaniach ukraińskich dawnej guberni czernihowskiej. Motyw anczutki (anciotki) znany jest w ludowej kosmogonii białoruskiej, a wyraz zgodnie z bałtycką teorią pochodzenia przeniknął do języka białoruskiego z litewskiego, w tym do gwar smoleńszczyny.

## Anczutka w literaturze

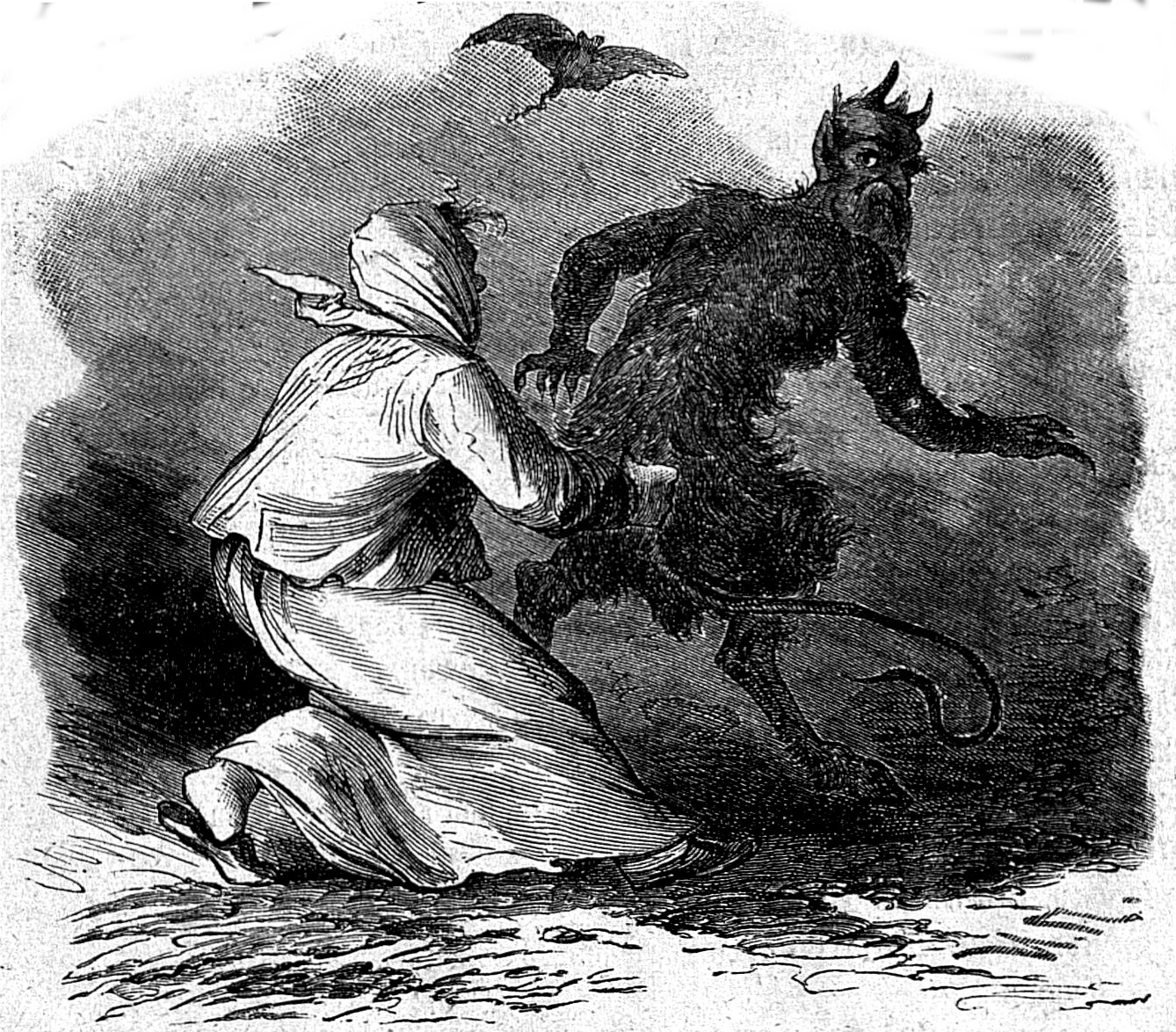
Fragment ilustracji baśni Anczutka Bezpięty (1871). Przedstawia Anczutkę i Krasulę

Motyw anczutki przeniknął do rosyjskiej literatury pięknej. Anczutka Bezpięty jest bohaterem baśni Aleksandra Pogosskiego opublikowanej po raz pierwszy w 1863 roku. Został przedstawiony jako szkaradne diablę z różkami i ogonkiem, wzbudzające litość u głównego bohatera, Farafona, który wyciągnął go z bagna. Anczutka płakał atramentowymi łzami, bo miał wyskubane futro, podbite oko, połamany róg, oderwany kawałek ogona i kilka wybitych zębów. Przedstawił się jako niepoślednia postać w hierarchii diabłów i na dowód zademonstrował kozią nogę bez pięty. Opowiedział, że mieszkał w bagnie od 1300 lat i miał pod sobą całą faunę wodną (czaple, żaby, pijawki itd.). Chciał się już żenić z wiedźmą, jednak na bagnach pojawiła się baba – Krasula – swarliwa żona Farafona podstępem utopiona przez męża w trzęsawisku, która go tak okaleczyła. Najbardziej było żal Anczutce ogona, bo utracił swoją dotychczasową moc i diabelską rangą nie przewyższał już leszego. Ponieważ rany miały się goić przez kilka stuleci, zmuszony teraz został do szwendania się po świecie, aż wydobrzeje. Za uratowanie przed babą Anczutka obdarzył Farafona zaklęciem, które trzykrotnie go wezwie, by spełnić życzenie, i obiecał karę złej śmierci, jeżeli bohater zawoła go po raz czwarty. W trakcie swoich podróży Anczutka trzykrotnie opętał kobiety i za każdym razem Farafon go wypędzał za pomocą magicznej formuły. Gdy opętał czwartą – królewnę – Farafon go okłamał: wymówił zaklęcie i zawołał, że po Anczutkę idzie Krasula. Ze strachu przed babą diabeł uciekł i rozbił się o szlaban graniczny na siedem tysięcy drobinek. Z tych cząstek na rozstajach dróg później powstały karczmy. Odtąd wędrowcy, upijając się w sztok, przyczyniają się do regeneracji anczutkowego ogona.
Baśń Pogosskiego została zaadaptowane przez Jekatierinę Palej na potrzeby teatralne i była wystawiana na jarmarkach. O sztuce pt. Anczutka bez pięty czyli jak Jarosławiec dyabła oszukał wzmiankuje też Leon Wasilewski w swojej powieści z początku XX wieku Karyera Janka. Powieść z życia P.P.S.-owców.
W prozie rosyjskiej trzech pierwszych dekad XX wieku jedną z tendencji było odwołanie się do wątków mitologicznych, które umieszczano w nowych realiach kulturowych. Powieściopisarz Siergiej Kłyczkow, jeden z przedstawicieli nurtu tradycyjno-realistycznego, na łamach swojej powieści Bajarz z Czertuchina wykreował postać leszego Antiutika (anczutki) w stylu zbliżonym do kreacji demonów w twórczości Nikołaja Gogola. U Kłyczkowa anczutka jest gospodarzem lasu urodzonym wskutek uderzenia pioruna w drzewo oraz swatem głównego bohatera. Potrafi przemienić się w zwierzę lub człowieka, przeganiać zwierzęta z miejsca na miejsce, pohukiwać i rechotać w lesie. Miał córkę – piękną Dubrawnę. Mimo że w dziele pojawia się wątek oszukania przez Antiutika głównego bohatera, to jednak autor odwołuje się do najwcześniejszych, animistycznych, wierzeń ludowych, w których wszystkie zjawiska mają swojego ducha-opiekuna i pomagają ludziom, o ile przestrzegają oni zasad miejsca, w którym się znajdują.
Postać Anczutki Bezpiętego w bajce Zwierinyj car' Aleksieja Tołstoja różni się od dotychczasowych wyobrażeń biesa w folklorze i literaturze pięknej. Anczutka traci swoje niszczycielskie właściwości i zmienia się w ducha opiekuńczego. Nie jest już agresywny i nie zagraża chłopowi, w którego domu mieszka. Sytuacja, w której autor przedstawia anczutkę, sprawia, że jest to bohater z wyglądu komiczny – ma mordkę ze świńskim ryjkiem. Wzbudza współczucie, bowiem prosi chłopa o pomoc w leczeniu jego teściowej, z którą mieszka pod piecem. W nagrodę za to Anczutka poleca bohatera swojemu krewniakowi, Królowi Zwierząt, który obdarza go magiczną siłą.
W bajce Otiec Stiefan i iże z nim – Anczutka z drugiej połowy XX wieku jej autor protojerej Aleksandr Awdiugin pisze, że anczutek nie należy płoszyć, bo się zemszczą, a najgorszymi anczutkami są wodniki .